# 夏燮
夏燮（か しょう、1800年 - 1875年8月30日）は、清代の歴史学者である。字は謙甫、号は謝山居士または江上蹇叟といった。

## 生涯と官歴
夏燮は安徽省当塗の出身である。1823年に挙人となり、青陽県学の訓導を務めた。その後、1851年には直隷省臨城県学の訓導となった。

## 主要な著作と思想
夏燮は歴史編纂に力を注ぎ、特に2つの重要な著作を残している。
- 『中西紀事』 1851年に初稿が完成した『中西紀事』は、中国と西洋の通商の経緯や文化的な衝突について記述したものである。夏燮は植民地主義による侵略に強く反対しており、イギリス領事との談判の際には、その姿勢から外国人からも尊敬を集めたとされる。
- 『明通鑑』 彼は『明史』の内容に不満を抱いており、司馬光の『資治通鑑』に倣い、編年体の歴史書である『明通鑑』全100巻を著した。この書では、明代の政治、経済、軍事、外交、文化など多岐にわたる歴史が記述されている。

## 晩年の研究
晩年は経書の研究に深く傾倒し、『儀礼』の解釈に造詣が深かった。また、琴の演奏にも長けていた。